# 젠도

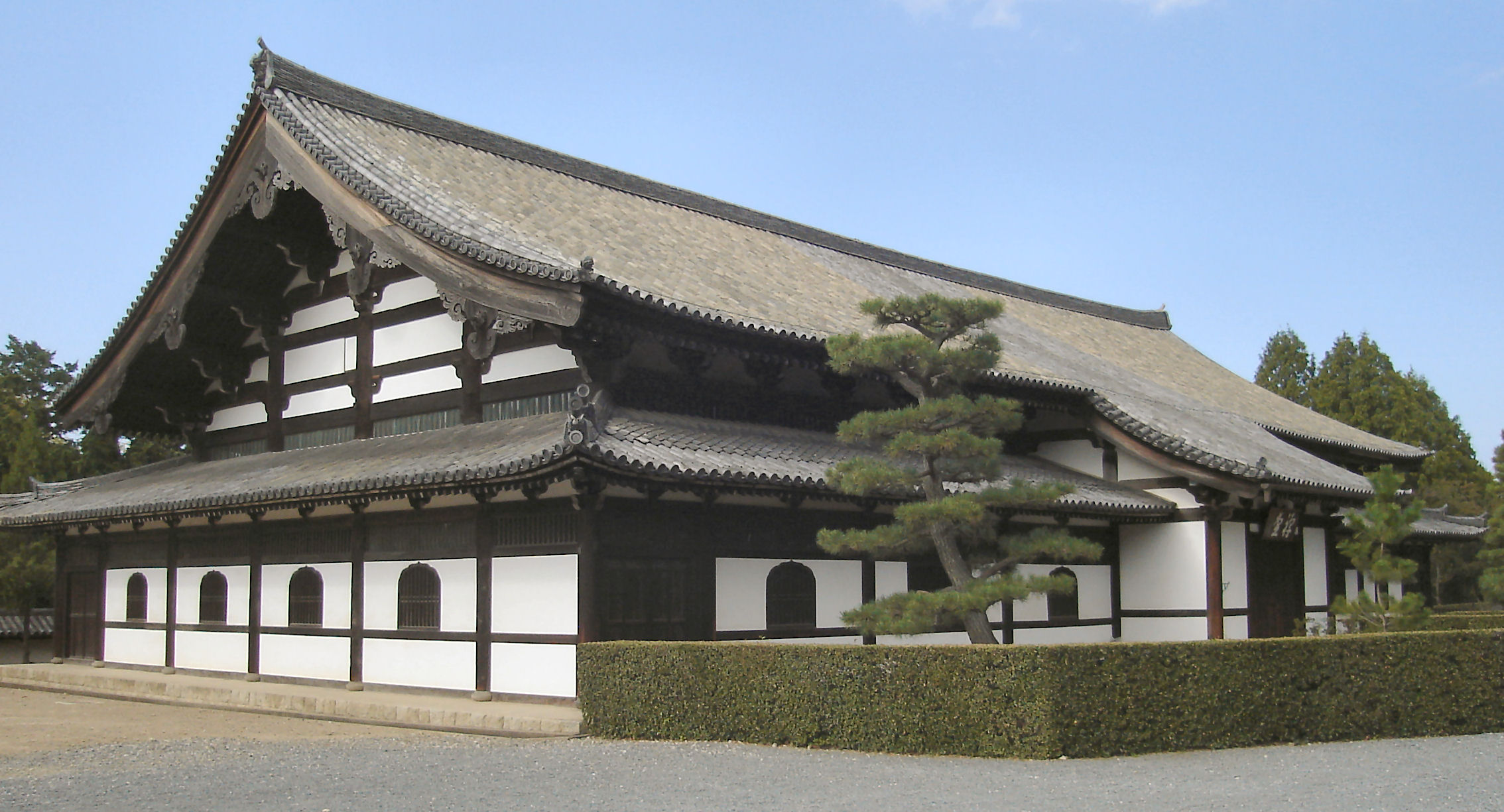
일본 불교의 사찰인 젠도

젠도(禅堂)는 일본 불교의 사찰을 말한다. 의역하면, "메디테이션 홀" "명상 홀"을 의미한다. 미국에서, 불교 명상을 하는 곳이면 보통 젠도라고 부른다. 한국 불교에서는 보통 선원이라고 부른다.
20세기초에 일본계 승려들이 미국 대중에게 불교를 전파했다. 일본이 불교계 국가들 중에서는 가장 발달한 나라인 점도 원인 중의 하나이다. 젠, 젠도, 자젠 등 영어에 일본 불교식 용어가 많은 것도 이러한 이유다.
1905년 샤쿠 소우엔이 미국의 부자 부부에 의해 미국으로 초대되어 체류했다. 그는 샌프란시스코에서 9개월간 살면서, 그 집에다 작은 젠도를 설립해서 정기적인 자젠 수업을 가르쳤다. 북아메리카의 최초의 선원이다.

## 같이 보기
- 젠 센터
- 미국의 불교